# Thistle FC
Thistle Football Club was een Schotse voetbalclub uit Glasgow. De club werd opgericht in 1875 en opgeheven in 1894. De thuiswedstrijden werden gespeeld in Braehead Park. De clubkleuren waren blauw-wit.